# Otto Winkelsträter
Otto Winkelsträter (* 9. Oktober 1901 in Langerfeld-Jesinghausen, heute zu Wuppertal gehörend; † 6. Mai 1955 in Lengerich, Westfalen) war ein deutscher Maler.

## Leben
Winkelsträter wuchs als Sohn eines Textilfabrikanten in Jesinghausen bei Schwelm auf. Auf dem Gymnasium wurde er von seinem Zeichenlehrer Grenz in seiner künstlerischen Ausbildung gefördert und malte erste Bilder.
Nach dem Abitur machte Winkelsträter eine kaufmännische Lehre. An der Barmer Kunstgewerbeschule studierte er unter Ludwig Fahrenkrog und Gustav Wiethüchter und ließ sich zum Textildesigner ausbilden. Er entwarf mehrere Textilmuster und Spitzendesigns. 1927 heiratete er die Weberin Ida Weithöner; das Paar hatte drei Kinder. 1934 kam er im Rahmen seiner Dienstverpflichtung in die Heimatstadt seiner Frau ins ostwestfälische Gütersloh, wo er bis zum Ende des Zweiten Weltkriegs als Abteilungsleiter beim Arbeitsamt, aber auch als Maler arbeitete.
1946 zog Winkelsträter nach Lengerich im Kreis Steinfurt.

## Werk
In der Motivwahl ähneln Winkelsträters Werke den Arbeiten der damals ebenfalls in Gütersloh wirkenden Maler Paul Westerfrölke und Heinz Beck. Vorherrschend sind westfälische Stadt- und Landschaftsansichten, Motive aus dem bäuerlichen Umfeld und vor allem Stillleben, speziell Wiesenblumen und Kräuter.
Zwischen 1935 und 1938 wurden Winkelsträters Bilder auf der Kunstausstellung im Rahmen der „Gütersloher Herbstwoche“ (Volksfest und Wirtschaftsausstellung, heute „Michaeliswoche“) ausgestellt. Die Reichskulturkammer hatte ihn als Kurator für diese Ausstellungen eingesetzt. 1944 wurden seine Bilder in der „Lippstädter Kunstausstellung“ gezeigt. National bedeutsame Ausstellungen mit Winkelsträters Werken waren die „Große Westfälische Kunstausstellung“ in Dortmund und vor allem die „Große Deutsche Kunstausstellung“ in München, in deren Auflagen zwischen 1939 und 1944 Arbeiten Winkelsträters zu sehen waren. Reichsminister Martin Bormann und Rüstungsfabrikant Wilhelm Schmidding kauften Bilder von ihm, die dort ausgestellt waren.
2013/14 zeigte das Stadtmuseum Gütersloh, das im Besitz mehrerer Winkelsträter-Bilder ist, eine Werkauswahl unter dem Titel „Heimat – Bilder“.